# Electric (software)
The Electric VLSI Design System es una herramienta de automatización de diseño electrónico, dedicada al diseño de componentes electrónicos asistidos por computadora (EDA o ECAD), escrita por Steven M. Rubin.
Electric se usa para dibujar esquemas y disposiciones (layouts) de circuitos integrados.
Puede manejar lenguajes (idiomas) de descripción de manejo de hardware tales como VHDL y Verilog.
Electric ha sido open-source durante muchos años, y está disponible actualmente bajo licencia Free Software Foundation GNU.

## Diseño mediante nodos y arcos
Electric tiene una poderosa forma de hacer esquemas de circuitos integrados (IC, por sus siglas en inglés).
El sistema considera a los circuitos integrados como compuestos de nodos y arcos. Los nodos son elementos del circuito tales como transistores y contactos. Los arcos simplemente conectan los nodos. Este estilo de diseño es diferente de los típicos sistemas de diseño de IC, tales como, Magic y Cadence, que hacen el diseño de IC manipulando polígonos en diferentes capas de la oblea de silicio.
Este potente estilo de diseño hace posible para el diseñador hacer comprobaciones de diagrama contra esquemático (LVS, Layout Versus Schematic) en disposiciones que no cumplen todavía con la comprobación de reglas de diseño (DRC, Design Rule Check). La mayoría de herramientas de diseño requiere que se cumplan las reglas DRC antes de realizar una comprobación LVS. Finalmente la comprobación LVS es excepcionalmente rápida, a menudo ejecutándose en un segundo en diseños de chip completo (como el reciente chip Marina). Esto ocurre porque las disposiciones de los nodos y arcos se almacenan internamente como grafos (en vez de dibujos). La habilidad para ejecutar LVS casi instantáneamente en diseños grandes tiene un gran impacto en la facilidad de diseñar.
Otra ventaja adicional de almacenar los circuitos como un conjunto de nodos y arcos, es que hace posible agregar restricciones o reglas de diseño fijas a los arcos. Se puede configurar un arco para que siempre salga en el mismo ángulo, o para que se estire cuando el usuario mueve los nodos que están conectados por el arco. Configurando adecuadamente estas restricciones, el circuito se puede programar para que se mantenga correctamente conectado cuando se hacen cambios físicos.

## Herramientas y tecnologías
Electric incorpora muchas herramientas de síntesis y análisis:
- Design rule checking, dos comprobadores incluidos y dos interfaces para herramientas industriales.
- Electrical Rule Checking, un comprobador Pozo/Sustrato y un comprobador de Efecto antena.
- Simulación, dos simuladores incrustados e interfaces para más de una docena de herramientas de la industria (Spice, Verilog, etc.)
- Routing, cinco enrutadores (encaminadores) diferentes para varios propósitos especiales.
- Generadores, un generador PLA un generador celular, un generador pad frame, y un generador ROM.
- Esfuerzo lógico, una herramienta para analizar el esfuerzo lógico de un circuito y cambiando el tamaño de las puertas lógicas.
- LVS (layout vs. schematic, disposiciones contra esquemas), una herramienta que compara dos representaciones cualesquiera de un circuito.
- I/O, la capacidad de leer y escribir descripciones de circuitos en varios formatos, incluyendo CIF, GDS, EDIF, DXF, y VHDL. Puede trabajar también con otros sistemas, tales como Eagle, Pads, ECAD, y Sue.

Electric soporta muy distintas tecnologías de diseño, tales como:
- CMOS
- NMOS
- Bipolar
- Schematics
- Artwork